# クリスティアン・ゴルトバハ
クリスティアーン・ゴルトバハ、クリスティアン・ゴールドバッハ（Christian Goldbach, 1690年3月18日 - 1764年11月20日）は、プロイセン出身の数学者である。ゴールドバッハの予想でその名が知られる。

## 生涯
ブランデンブルク＝プロイセンの一部であるプロイセンの首都ケーニヒスベルクで牧師の子として生まれた。王立アルベルトゥス大学で法学と数学を学んだ。大学卒業後の1710年から1724年にかけてドイツ・イギリス・オランダ・イタリア・フランスに留学し、ライプニッツ、オイラー、ベルヌーイといった有名な数学者に面会した。ケーニヒスベルクに戻り、ゲオルク・ベルンハルト・ビルフィンガーやヤコブ・ヘルマンと知り合った。
1725年のサンクトペテルブルク科学アカデミー（後のロシア科学アカデミー）開設の際にオイラーらとともに招かれ会員となり、アカデミーで数学と歴史学の教授として働いた。1728年、ピョートル2世がロシアのツァーリになったとき、ゴルドバハはその家庭教師となった。1742年、彼はロシア外務省に入省した。
クリスティアーン・ゴルトバハはマルチリンガルであった。日記はドイツ語とラテン語で、手紙はドイツ語・ラテン語・フランス語・イタリア語で、公文書はロシア語・ドイツ語・ラテン語で書いた。
1764年11月20日、モスクワで死亡した 。

## 業績

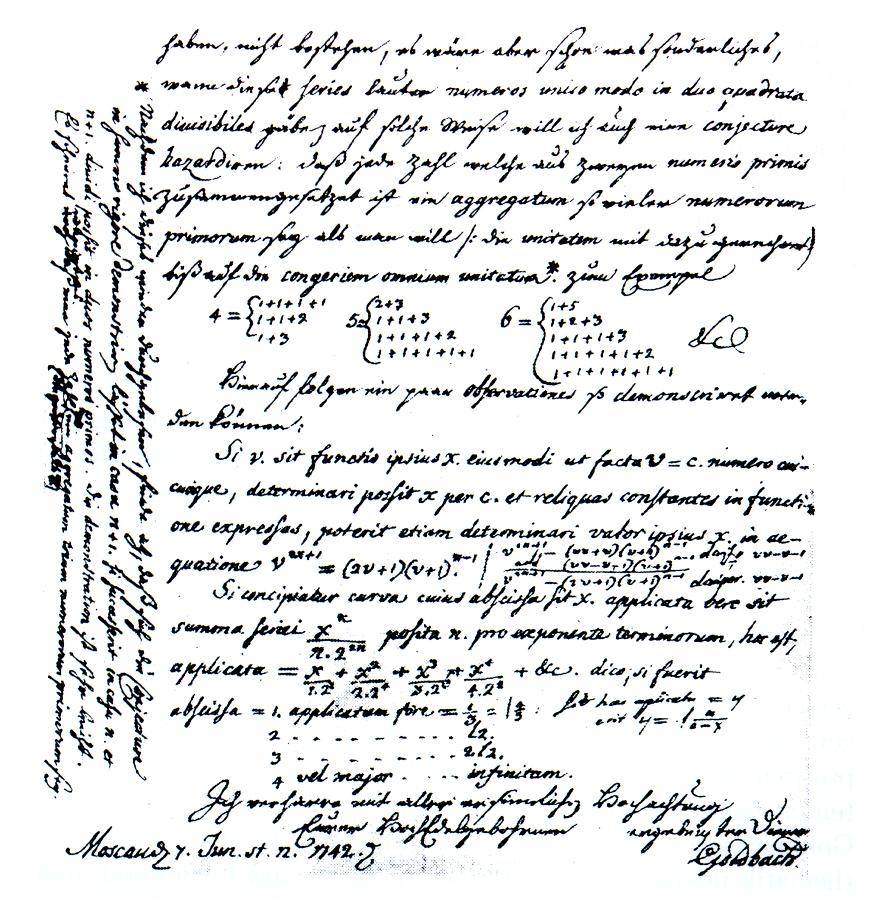
1742年のゴルトバハからオイラーへの手紙

ゴルトバハはライプニッツ、オイラー、ベルヌーイとの間で交わされた手紙、特に、後にゴールドバッハの予想と呼ばれる事項を記載した1742年のオイラーへの手紙で特に注目される。彼はまた、ゴールドバッハ・オイラーの定理などの累乗数に関するいくつかの定理を研究・証明し、解析学において著しい貢献をした。その他、ゴールドバッハの定理と呼ばれるフェルマー数に関する結果を証明した。

## 著書
- De transformatione serierum（1729年）
- De terminis generalibus serierum（1732年）